# ピポパポパトルくん
『ピポパポパトルくん』は、2000年12月4日から2001年3月7日までBSフジで放送された東映アニメーション製作のテレビアニメ。放送時間は毎週月曜から金曜日の16時55分から17時00分（リピート放送：月曜 - 金曜日 7時55分 - 8時00分）で、全65話。BSフジでの放送終了後にはフジテレビでも放送された。フジテレビ放送終了後にはスカパー！やアニマックスなどで放送されている。

## 概要
本作は擬人化された車と人間が働く街、ひまわりタウンが舞台。赤ちゃんパトカーパトルと良きパートナーはじめを始め、ひまわりタウンで繰り広げられる事件やひまわりタウンの日々などを描いている。人ではなく車たちの目線を描いており、人より車たちのメインの回が多い。作中にはフォルクスワーゲン・ビートルやランエボなど実際にある実車がモデルとなっているキャラクターもいる。車以外にも船や機関車、自転車、潜水艦、さらには車椅子まで擬人化されている。
子供向けの作品だが、死などが含まれている回が存在し、大人向けの回も多い。海外でも放映・放送された。なお、このアニメは事実上日本初の全編1080pで製作され、テレビで連続的に放送されたアニメーション作品であり、放送体形としてBSデジタル放送以外を想定していないためにHD制作のみで行われた最初のアニメーション作品である。

## 物語・設定
舞台はビークルファクトリーという所。ある日、ビークルファクトリーで赤ちゃんパトカーが生まれた。その名もパトル。フォルクスワーゲン・ビートルのパトカー。パトルはコンボイ長官にひまわりタウンに行くよう命令される。しかし、ひまわりタウンに向かっている汽車の中、パトルにとって見るもの全てが初めてで、楽しくて汽車から降りてしまう。やがてひまわりタウンに着いて、はじめと出会い、ももこやパットといった仲間たちと共に成長していく。

### 設定
世界観
本作は車と人が働く街、ひまわりタウンが舞台である。車以外にも擬人化されているキャラクターも多い。ひまわりタウン以外にもあさがお町などといった街がある。車たちは作られているが生き物と分類されており、ロボットではない。車のことは車たちで決め、人のことは人が決めるといったシーンがある。また、この世界の車たちは恋愛なども行っている。
生活
街の人々や車たちはパートナーと手を組み、同居している。人は家の中に住み、車たちはガレージなどで眠るが家の中に入ることもできる。
職業
街の人たちはそれぞれ職業を持っており、職業に合わせて車やパートナーは決まる。ただし、職業以外にもスポーツカーや乗用車といった車もいる。
スーパービークル
車の神様。詳細は不明。パトルによると頭部が車そのものの形をした人型の姿で、どんな車でも作れるらしい。第64話にてトラックとぶつかって死亡し、あの世と思しき場所（彼曰く「パトルが生まれて来る前に居た場所」）にて姿を現し、本来の姿は赤いスポーツカーで、どんな姿にも変身できることが判明した。死亡したパトルに来世はどんな車になりたいかと尋ね、パトルがなりたい車にならせてあげようとするが、パトルがやっぱりパトカーが良いと言ったため、パトルをそのまま現世に帰す。
場所
ひまわりタウンは世界のどこかにある街であり、どこにあるかは分かっていない。しかし、テレビ局にはBSフジがあったり主食が白米だったりする。また、日本車らしき車が多数存在したりする。
食事
人は食事をするが、車たちはガソリンを燃料にしている。口から飲んだりするわけではなく、給油口から摂取している。ガソリンを取りすぎると太ってしまうとされている。また、朝・昼・晩など人と同じ時間に摂取している。ただし、第7話のエドワードとオーサの過去の回想で、食事をしていると思われる描写がある。
休日
人や車たちには休日がある。休日出勤や連休などもあるとされている。ただし、見た目が変わらない車たちはその日が休みの日か見分けるのが難しいとされている。休日は大体一週間に一日程度。作中では明かされていないが、午前半休や午後半休もあるとされている。

## ひまわりタウン・それ以外の場所
ひまわりタウンはパトルやはじめの住んでいる街であり、本作の舞台である。場所は世界のどこかにある。ひまわりタウンの建物は、必ずひまわりと表記されている。

### ひまわりタウンにある建物一覧
ひまわり警察署
ひまわり警察署はパトルやはじめがいる警察署。警察署前にはひまわりが植えられている。建物の中には、指名手配書などが貼られている。朝会は外で行われる。
ひまわり病院
十字架マークが目立っている病院。
ひまわり消防署
ひまわりタウンにある消防署。消防車を始め、多数の消防車両がいる。
ひまわり郵便局
ひまわりタウンの郵便局。強盗が入ったことがあった。
ひまわり公園
ひまわりタウンの公園。秋になると、紅葉が楽しめる。焼き芋なども作れる。
ひまわり商店街
肉屋や魚屋、八百屋といった店が並んでいる。
港
舟たちが働いている場所。釣り大会など行なわれている。
海岸
登場シーンは多いものの、海水浴といったシーンは無い（放送時が冬から春だったため）。夕陽がよく見える場所でもある。

### それ以外の場所
ビークルファクトリー
車たちが生まれる場所。ここでパトルたちは生まれる。作られているが生き物と分類されている（設定参照）。生まれた車たちは、それぞれの街へ送られて行く。
すみれタウン
ひまわりタウンの隣にある町。当初は名前のみの登場だったが63話にてはじめが電車で訪れており、作中描写を見る限りではスクランブル交差点があるなど、ひまわりタウンよりは都会である模様。ななことホワイティが住んでおり、63話で町を訪れて落ち込むはじめを励ました。
あさがお町
パトルのライバルパトカー、ジニアスがいる場所。パトルたちのように、あさがお署がある。
地獄山
ひまわり警察署の旅行先として登場。トレーニングに使用された。近くには温泉がある。

## 登場人物
パトル
声 - 坂本千夏
主人公であるパトカー。「パトルルル〜」が口癖。出来たてほやほやの新米パトカー。人間でいうと幼稚園くらいらしい。夢中になると自分がパトカーだということを忘れ失敗するが、すぐ元気になる。感情によってランプの色が変わる。立派なパトカーになるため、日々頑張っている。夜になるとアイライトを付ける。ガレージで寝ている。「すぺえすおぺらパトルくん」ではパトカー以外にスペースビークルに変形、「たすけたカメにつれられて」では亀になっていた。車体は青×白のツートン。
はじめ
声 - 川崎恵理子
パトルのパートナー兼良き理解者。「すぺえすおぺらパトルくん」では勇者だった。
パット
声 - 西原久美子
ミニパト、ひまわり署のアイドルパトカー。年はパトルの少し上。車体はピンク×白のツートンカラー。瞳の色は緑。
ももこ
声 - 金月真美
パットのパートナー。「たすけたカメにつれられて」では乙姫役、「すぺえすおぺらパトルくん」ではひまわり惑星の姫役を演じていた。
マック
声 - 園部啓一
ひまわり警察署パトカー隊リーダー。責任感が強く、正義感あるれる優秀パトカー。後輩たちへの指導は厳しいが根は優しい。弱点は犬。犬が苦手なせいでミルクまみれになった。車体はセダン型で、白×黒という日本のパトカーらしいカラーリング。
やまもと
声 - 山崎たくみ
マックのパートナー。釣りが趣味。釣り大会では1位になりかけた。「たすけたカメにつれられて」では主役で、釣りをしているとイジメられていたパトルを助けた。くるみという娘がいる。
バーク
声 - 西村朋紘
パトカー隊所属のRV車タイプのパトカー。負けず嫌いの熱血で肉体派。しかも若いので無茶ばかりする。車体は緑×白のツートンカラー。
かつた
声 - 小野坂昌也
バークのパートナー。体を鍛えるため、バークには乗らず一緒に走る。
ダイノ
声 - 徳山靖彦
パトカー隊所属のワゴンタイプのパトカー。
まるやま
声 - 川津泰彦
ダイノのパートナー。メールチャットをやっている。ジニアスの車内のコンピュータには関心していたが、彼とスピード違反のけんとビートを捕まえる勝負をしていたパトルに協力し、けんが途中でアイスクリームショップのウェイトレスに声を掛けるために停車することを見抜き、パトルを勝利へと導いた。「たすけたカメにつれられて」ではコックとして登場。
ななこ
声 - 中川亜紀子
白バイのホワイティのパートナー。ひまりタウン出身ではなく、隣町のすみれタウン出身。「すぺえすおぺらパトルくん」では写真のみの登場。
ヘリ
声 - 徳山靖彦
警察用ヘリコプター。パトカーの運搬を担当することが多い。54話で初めて喋った。
ノーボ
声 - 山本圭子
赤ちゃんのホイールローダー。パトルの友達でもある。パトルと行動することが多い。
ジョー
声 - 川津泰彦
ダンプカー。第2話で初登場。
ブル
声 - 徳山靖彦
ブルドーザー。
ガッツ
声 - 小野坂昌也
ショベルカー。関西弁で話す。
カーマニア
声 - 松本美和
本作の悪役。車に関連したものを盗む怪盗。「すぺえすおぺらパトルくん」では悪役として登場しており、ひまわり惑星を侵略しようとした。パトルの攻撃で死亡している。
ワーリー
声 - 川津泰彦
本作初の自動車の悪役。カーマニアの相棒。いつも盗みに失敗するカーマニアに呆れている。55話ではミスひまわり（車の美人コンテスト）の優勝トロフィーを奪う目的で、カーマニアに女装させられてミスひまわりに参加させられ優勝してしまった。
ホワイティ
声 - 金月真美
ひまわりタウンでは珍しい白バイ。パートナーのななことすみれタウンからやってきた。
ビート
声 - 小野坂昌也
ひまわりタウンの赤いスポーツ車。第2話で正式初登場前にカメオ出演し、第5話で正式に初登場。過去にスピード違反で逮捕されないよう、全速前進で走った結果、ガードレールにぶつかり事故にあった。ジェニーという彼女がいた。
けん
声 - 山崎たくみ
ビートのパートナー。第2話で正式初登場前にカメオ出演し、第5話で正式に初登場。女好きであり、スピード違反で逃走中にも声を掛けるほど。
ラップ
声 - 不明
宅配車。
エドワード
声 - 園部啓一
クラシックカー。第2話で初登場したが、名前が判明したのは第7話から。オーサとはいつも喧嘩している。
まつのえ
声 - 山崎たくみ
エドワードのパートナー。第7話で初登場。
オーサ
声 - 西村朋紘
オート三輪。第2話で初登場。エドワードとは犬猿仲間で、喧嘩している。
レッディ
声 - 金月真美
パットと仲の良い消防ポンプ車。第10話で初登場。パットがお洒落をしているのを見て、自身もお洒落をしたがるが、自身の赤い車体に合う色が無いことから赤を嫌っており、自身の車体をトリコロールに塗り替えた。火事の際に仲間と同行するも、色を塗り替えたせいで仲間に自分だと気付いてにらえず、海に入ってペンキを洗い流してから消火活動に参加した。それ以降は主にパトル、パット、ノーボと行動することが多くなり、仲良く遊んでいる。
ビッグ
声 - 川津泰彦
レッディの仲間の梯子車。夜勤中に梯子を伸ばす練習をしていたら、梯子を伝って宇宙人のピピカが地球に降りてきてしまった。
くるみ
声 - 金月真美
やまもとの娘で、おもちゃのミルクを大事にしている。強盗犯のエボ（車）に向かってタコを投げつけ、強盗犯を捕まえだした。
ミルク
声 - 西原久美子
くるみのパートナーのおもちゃの車、おしゃぶりを加えている。おもちゃ呼ばわりされるのが嫌い。
アント
声 - 不明
ロードスイーパーの女性。公園の落ち葉で遊んでいたパトルたちに激怒し、ノーボからは怖がられていた。しかし、本当は子供思いで、パトルがかくれんぼで見つからないと知った時は、公園を隈無く探して見つけ出した。子供たちからはおばちゃんとして、親しまれている。
ボギー
声 - 山崎たくみ
クールな覆面パトカー。第9話から登場。パトルに怪しい車だと勘違いされ、その後覆面パトカーということ知り、パトルとの協力で怪盗を逮捕した。このことからクールな姿と性格から、パトルに憧れ始める。クールな性格とは裏腹に大の猫好きという趣味を持っていたため、パトルが気づくまで隠していた。初登場の時はランプは付けていなかったが、その後取り付けられている。
かげやま
声 - 小野坂昌也
ボギーのパートナー。第9話で初登場。サングラスを着用しており、謎多き人物。怪盗を逮捕した際には、タバコを吸っていた。長年ボギーと勤務していたが、猫好きだったとはしらなかった模様。
ポピー
声 - 山本圭子
救急車。第2話で初登場したが、初めて喋ったのは第17話から。救急車になりたいと言って手伝おうとするが、失敗ばかりで周りをめちゃくちゃにしたパトルに対して怒り、彼を落ち込ませてしまった。その直後、しょんぼりしながら走っていて、遮断機が閉まって踏切に閉じ込められてしまったパトルを助け、「自分の身も管理できないようじゃダメね」と、彼にパトカーの仕事がない日に救急車の心得を教えることにした。
みかみ
声 - 西村朋紘
ポピーのパートナー。救急隊員。
おかもと
声 - 西村朋紘
タクローのパートナー。第2話で初登場。タクシー運転手。
タクロー
声 - 園部啓一
タクシー。第2話で初登場。近道の名人。パトルは彼に憧れてタクシーになった。
シャトル
声 - 小野坂昌也
スペースシャトル型の幼稚園バス。ひまわり幼稚園の子供たちを送迎するのが仕事。
けん太
声 - 山本圭子
ひまわり幼稚園の園児。安全運転のためにゆっくり走るシャトルを「のろい」と馬鹿にしていたが、自身の持っていた黄金のミニカーを狙ったカーマニアに、ワーリーに乗せられて誘拐されそうになり、シャトルに助けられたことで馬鹿にしたことを謝罪する。
ゆうこ
声 - 松本美和
ひまわり幼稚園の保育士。茶髪のおかっぱ頭に細目が特徴的、シャトルの運転手を務める。
みなこ
声 - 西原久美子
ひまわり幼稚園の保育士。茶髪の三つ編みが特徴的。
ゆかり
声 - 金月真美
ひまわり幼稚園の保育士。眼鏡をかけており、黒のおさげ髪が特徴。
ボット
声 - 小野坂昌也
レッカー車。荷台のクレーンを使用した釣りが得意。
たかし
声 - 徳山靖彦
ボットのパートナー。整備工場の整備士で、車たちの健康診断は彼が行う。
エミ
声 - 西原久美子
乗っていた電車が土砂崩れで線路が塞がれて止まってしまい、約束の時間までに間に合わないからと、パトルに乗せてもらい、ひまわり公民館を目指した。時間通りに送り届けてくれたパトルにお礼のキスをした。実はマジシャンである。
ジェニー
声 - 金月真美
ビートの彼女で黄色い車体のクーペ。浜辺でビートとデート中に彼と共にお腹を壊してしまうが、カーキャリアのブンに乗せられてビート共々修理工場に運ばれる。デートに来る前に車体の大きなブンに進路妨害されたビートは彼に怒っていたが、彼女はブンに対して素直に感謝しており、ブンにお礼のキスをした。
メリー
声 - 西原久美子
ジェニーのパートナーで、けんの恋人。
ブン
声 - 徳山靖彦
カーキャリア。不器用で、運んでいた車や、バックの際にぶつかりそうになったビートに怒られた。その後故障したビートとジェニーを修理工場まで運ぶが、ビートのは上記の理由から、彼に対して酷い態度を取っていたが、ジェニーは感謝しており、彼女にお礼のキスをされた。
じろー
声 - 園部啓一
ブンのパートナー。
サーフ
声 - 山崎たくみ
カーフェリー。フウコに対して恋心を抱いており、住んでる世界が違うと諦めていたが、パトルのおかげで両思いになる。
フウコ
声 - 金月真美
セスナ機。サーフに対して恋心を抱いており、住んでる世界が違うと諦めていたが、パトルのおかげで両思いになる。
ダッシュ
声 - 園部啓一
冷凍車。サーフとフウコの恋に協力し、仲間たちと共に海の上に浮かびフウコのための滑走路となる。
エボ
声 - 小野坂昌也
銀行強盗が乗る三菱ランサーエボリューションで、ワーリーに続く2台目の自動車の悪役。くるみの投げたタコに墨を吐かれ、転倒して逆さになる。
ウィリー
声 - 松野太紀
少し嫌味な車椅子、サッカーで遊んでいたパトル、パット、ノーボ、レッティを馬鹿にしたが、パートナーのはやとに対しては人一倍思っている。彼を乗せながらも階段を登り、階段を平らな坂にしてくれたパトルたちにも素直になれずにいたが、パットとレッディに言われてパトルに礼を言う。
はやと
声 - 中川亜紀子
ウィリーのパートナーで、足の不自由な少年。
928改
声 - 園部啓一
ポルシェ928。ワーリー、エボに続く3台目の自動車の悪役。スピード違反の常習犯。パトルの挑発に乗って怒って彼を追い回すが、彼に路地裏まで誘われ、動けなくなったところを逮捕される。
ピピカ
声 - 松野太紀
宇宙人。ビッグが夜勤で梯子を伸ばす練習をしていた際に、彼の梯子を伝って降りてくる。子供にしか見えない。
パラボ
声 - 山本圭子
テレビ中継車。
よしひろ
声 - 川津泰彦
パラボのパートナーで、ひまわりテレビのディレクター兼カメラマン。放送大賞狙いでパトルを撮って番組を作ろうとするが、彼の晒す失態に呆れて放送大賞を諦めてパラボ共々帰って行く。
やよい
声 - 西原久美子
ガッツが河原で出会った少女。仕事に向かうガッツが毎日会っていたが、ある日を境に見かけなくなる。パトルが彼女を探し回った結果、入院していたことが判明する。手術を怖がるが、ガッツの励ましにより手術を受けることを決心する。
れい
声 - 渡辺久美子
ジニアスのパートナーであさがお警察署所属の少年警察官。第38話で初登場。頭が良く、最初ははじめを「年寄り」や「おじさん」と馬鹿にしていたが、後に先輩として敬意を持つようになる。研修生としてジニアスと共にひまわりタウンにやってくる。
ジニアス
声 - 園部啓一
あさがお警察署所属のハイテクパトカー。第38話で初登場。パトルが捕まえようとしていた犯人を横取りしたり、スピード違反をしたけんとビートを捕まえる勝負をパトルとした際には、自身のハイテクコンピュータにより、ビートがどの時間にどこを通るかを分析し、ビートの先回りすることに成功する。しかし人間の感情や思考パターンまでもを読み取ることはできないという機械最大の弱点により、運転手のけんが途中でアイスクリームショップのウェイトレスに声を掛けるために停車することまでは判らず、パトルに協力していたまるやまにその弱点を見抜かれたことで、パトルに敗北してしまう。スーパービークルの存在を否定している。56話で自動車窃盗団に誘拐され、パトルと協力して抜け出す。60話でれいと共にあさがおタウンに帰る。当初は敬語で話していた。
スウィープ
声 - 西村朋紘
ゴミ収集車。街を掃除することが仕事だがある日突然働かなくなる。それは野良猫が自分の荷台で子猫を産んでしまい、そのお世話をしていたためであった。
むかい
声 - 山崎たくみ
スウィープのパートナー。
ウィンディ
声 - 不明
36話初登場だが名前が判明したのは42話。サーフとフーコの息子的存在の、赤ちゃん水上飛行機。
クラフト
声 - 徳山靖彦
ホバークラフト。方向音痴でよく道に迷う。夜に港に現れ、彼を見たタクローやオーサは彼のことを怪物だと勘違いした。
デール
声 - 小野坂昌也
ゆうたの乗る自転車。補助輪付きを恥ずかしがって、ゆうたに無理矢理練習をさせて喧嘩するが、パトルとはじめのおかげで仲直りする。
ゆうた
声 - 松本美和
デールのパートナー。厳しく練習させるデールと喧嘩するが、パトルと共に練習をし、最後にはデールとも仲直りをする。
マリン
声 - 松本美和
嵐で浜辺に打ち上げられた潜水艦。打ち上げられた際にスクリューを破損してしまう。ひまわり建設チームとボットとサーフのおかげで海に戻ることができ、スクリューの代わりにはじめが持ってきた巨大な扇風機のプロペラを取り付け、無事に海に戻ることができた。友達にすなめり（声 - 金月真美）がいる。53話ではパトルを乗せて海賊キャプテンホークの宝を探した。
リリコ
声 - 松本美和
まるやまのメル友である女の子の自動車。まるやまは彼女のことは知らず、彼女のパートナーの女性がメル友だと思っていた。
コッホ
声 - 徳山靖彦
画家のたまご。パトルとノーボとウィンディがひまわり畑で遊んでいたところ、コッホが偶然ひまわりの絵をスケッチしているところに出会った。だがそれは、画家になるという夢を諦めて実家の店を継ぐために、最後にひまわりタウンのひまわりの絵を描いてパトルにプレゼントするためであった。だがパトルとウィンディの呼び掛けで集まった町中の車たちが地上に大きなひまわりの形の布を広げて、それを乗っていた飛行機から見たことでもう少しだけ頑張ろうと決意をする。
ジャンボ
声 - 不明
ボーイング747ジャンボジェット機。初登場は52話だが、初めて喋ったのと名前が判明したのは54話。
コーキー
声 - 西村朋紘
トーイングトラクター。
ブロス
声 - 川津泰彦
自動車窃盗団に協力する大型トレーラーで、ワーリー、エボ、928改に次ぐ4台目の自動車の悪役。ジニアスとパトルを誘拐するために荷台に乗せ、2人を監禁した倉庫で見張り役をする。実は彼も幼い頃に自動車窃盗団に盗まれ、本人はパートナーとして協力しているつもりだった。パトルとジニアスを逃したと聞いた自動車窃盗団に役立たずと用済みとされ、プレス機でスクラップにされて殺害されそうになるが、実は全てパトルの作戦で、彼の荷台の中に隠れていたパトルとジニアスにより自動車窃盗団は撃退され、自由の身となる。また、彼は初めて作中で死の描写がなされ（ただしイメージの中のみで、実際に殺されたわけではない）悪役たちの中では唯一改心している。
ダン
声 - 小野坂昌也
59話に登場した農場で働くジープ。
UFOくん
声 - 中川由紀子
61話に登場したルル星人のパートナー。独自の言葉で話すが彼の中に入れば彼とルル星人の言葉が分かる。普段はルル星人が乗れるサイズだが、巨大化してパトルを乗せられる。
ルル星人
声 - 松本美和
61話に登場した宇宙人。独自の言葉で話すがUFOくんの中に入れば彼の言葉が分かる。語尾に「ルル」と着ける。

## スタッフ
- 原作 - BIRTHDAY / 東堂いづみ
- 監督（シリーズディレクター） - 橋本光夫
- シリーズ構成 - 松井亜弥
- キャラクターデザイン - 佐藤陽子
- 音楽 - 滝沢淑行
- アニメーション制作 - 東映アニメーション
- 製作 - パトルプロジェクト（BSフジ / クリーク・アンド・リバー社 / 東映アニメーション）→（BSフジ / クリーク・アンド・リバー社 / 科揚華多媒體 / 東映アニメーション）

## 主題歌
オープニングテーマ
「ピポパポ パトルくん」（NECインターチャネル）
作詞 - 森雪之丞 / 作曲 - ROKUJI / 編曲 - 滝沢淑行 / 歌 - 大橋マキ
エンディングテーマ
インスト（第1話 - 第64話）
「ひまわりタウンはウタウタウン」（第65話のみ）（NECインターチャネル）
作詞 - もりちよこ / 作曲 - 太田美知彦 / 編曲 - 滝沢淑行 / 歌 - 坂本千夏

## 各話リスト
| 話数 | サブタイトル                     | 放送日         |
| ---- | -------------------------------- | -------------- |
| 1    | ぼく、パトルだよ!                | 2000年 12月4日 |
| 2    | ひまわりタウンについたよ!        | 12月5日        |
| 3    | はっしん! スーパーパトル         | 12月6日        |
| 4    | おねえさんパトカーパット         | 12月7日        |
| 5    | ビートはとまれない!?             | 12月8日        |
| 6    | おとどけものだいすき!            | 12月11日       |
| 7    | けんかともだちエドワードとオーサ | 12月12日       |
| 8    | マックのひみつ                   | 12月13日       |
| 9    | あやしいクルマをおいかけろ!      | 12月14日       |
| 10   | 赤がきらいなしょうぼう車         | 12月15日       |
| 11   | おちばであそぼ                   | 12月18日       |
| 12   | りょこうはたのしい!?             | 12月19日       |
| 13   | おにいちゃんになりたい           | 12月20日       |
| 14   | はじめてのゆき                   | 12月21日       |
| 15   | パトルのクリスマス               | 12月22日       |
| 16   | 怪盗カーマニアとうじょう!        | 12月25日       |
| 17   | パトルきゅうきゅう車になる       | 12月26日       |
| 18   | タクシーパトル                   | 12月27日       |
| 19   | パートナーをかえるの?            | 12月28日       |
| 20   | のろのろシャトル                 | 12月29日       |
| 21   | パトルのけんこうしんだん         | 2001年 1月4日  |
| 22   | はしれ! パトル                   | 1月5日         |
| 23   | だれがいちばんかっこいい?        | 1月8日         |
| 24   | さよなら、エドワードさん         | 1月9日         |
| 25   | パトルは恋のキューピッド         | 1月10日        |
| 26   | おしゃまコンビとうじょう!        | 1月11日        |
| 27   | パワフルくるまイスくん           | 1月12日        |
| 28   | らぶらぶパトル                   | 1月15日        |
| 29   | 空からきたおともだち             | 1月16日        |
| 30   | たすけたカメにつれられて         | 1月17日        |
| 31   | パトルがヒーロー!?               | 1月18日        |
| 32   | ガッツ、空をとぶ                 | 1月19日        |
| 33   | パトルのくんしょう               | 1月22日        |
| 34   | それいけ! つりたいけつ           | 1月23日        |
| 35   | ダイエットなんてだいっきらい     | 1月24日        |
| 36   | ひまわりタウンのうんどうかい     | 1月25日        |
| 37   | あこがれのボギーさん             | 1月26日        |
| 38   | ライバルくんはてんさいくん       | 1月29日        |
| 39   | パトル対ジニアス                 | 1月30日        |
| 40   | スーパービークルをさがして       | 1月31日        |
| 41   | ゴミしゅうしゅう車スウィープ     | 2月1日         |
| 42   | パトルはおにいちゃん!?           | 2月2日         |
| 43   | かいぶつあらわる!                | 2月5日         |
| 44   | じてんしゃにのろう               | 2月6日         |
| 45   | せんすいかんをすくえ!            | 2月7日         |
| 46   | おおきなおおきなバースディケーキ | 2月8日         |
| 47   | はじめなんかいらない!            | 2月9日         |
| 48   | デートでびっくりまるやまさん     | 2月12日        |
| 49   | すぺえすおぺらパトルくん         | 2月13日        |
| 50   | ひまわりタウン大レース!          | 2月14日        |
| 51   | パトル、おとなになる             | 2月15日        |
| 52   | 絵をかこう!                      | 2月16日        |
| 53   | 海ぞくの宝をさがせ               | 2月19日        |
| 54   | ジャンボがあぶない               | 2月20日        |
| 55   | カーマニアまたまたあらわる       | 2月21日        |
| 56   | ゆうかいされたジニアス           | 2月22日        |
| 57   | くるまどろぼうをやっつけろ!      | 2月23日        |
| 58   | ひとりぼっちのきょう竜くん       | 2月26日        |
| 59   | 牧場のダンはがんばりや           | 2月27日        |
| 60   | さよなら、ジニアス               | 2月28日        |
| 61   | UFOくんとうちゅうのおさんぽ      | 3月1日         |
| 62   | めいたんていパトル               | 3月2日         |
| 63   | はじめのひとりたび               | 3月5日         |
| 64   | パトルのスーパービークル         | 3月6日         |
| 65   | うたっておどってひまわりタウン   | 3月7日         |

## 放送局
| 放送局     | 放送期間                      | 放送曜日時                   |
| ---------- | ----------------------------- | ---------------------------- |
| BSフジ     | 2000年12月4日 - 2001年3月7日  | 月曜 - 金曜 16:55 - 17:00    |
| フジテレビ | 2001年10月4日 - 2002年3月22日 | 火曜・木曜・金曜 4:25 - 4:30 |

## ソフト化・視聴方法
本作はソフト化はされておらず、東映オンデマンドやVIDEXなどで視聴可能（有料）。また、スカパー！などで放送される場合があるが2009年以降から放送されていない。2018年からネットフリックスで配信を開始した。

## グッズ・CD
ぬいぐるみなどは販売されていないが、サンスターからシャンプーボトルが販売された。また、CDは発売されており、当時のアニソンCDなどに収録されている場合もあった。

## 漫画化作品
アニメ放送5か月前より『たのしい幼稚園』より漫画版が連載された。現像されておらず、アニメ版のオマージュが多かった。ただし、パロディはすべて抹消されており、アニメ版よりも子供向けの作品になっている。なお、アニメでは明かされていない設定が書かれていた。

## 公式サイト
パトルくんには公式サイトがあり、現在でもアクセス可能である。様々なコンテンツがあり、ひまわりタウンに手紙を出せたり、ひまわりタウン住民登録が可能だった。そのほかに、ひまわり署に行くとキャラクタープロフィールが見られる。
公式サイトにはかつて多数のサービスを行っていたが、現在は終了しているサービスが存在する。
ひまわり郵便局
ひまわり郵便局でひまわりタウンに手紙を出して返事を貰うサービスがあったが、現在は手紙をだしても返事は来ない。ただし、ハガキなどは現在もダウンロード可能である。